# Commodore LCD

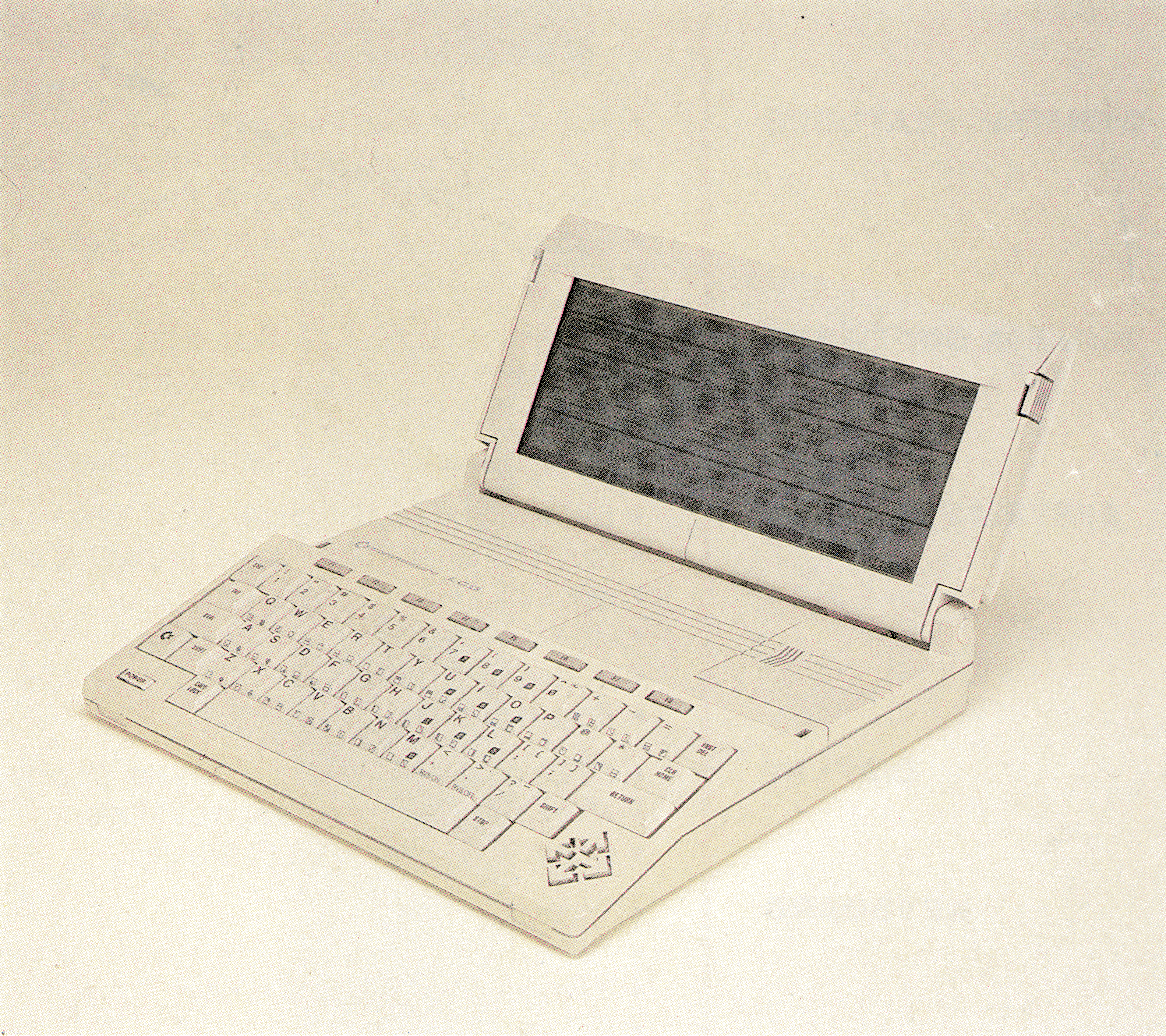
Commodore LCD

Il Commodore LCD (a volte conosciuto come CLCD) è un modello di home computer portatile con schermo LCD prodotto dalla Commodore.
Presentato nel gennaio del 1985 al Winter CES di Las Vegas non è mai stato messo in commercio.
Il Commodore LCD non è direttamente compatibile con gli altri home computer della Commodore, ma attraverso il Commodore BASIC 3.6, residente al suo interno, può eseguire programmi scritti per il BASIC 7.0 del Commodore 128. Sempre che questi programmi non contengano istruzioni come PEEK e POKE.
Come il Plus/4 della serie Commodore 264 il Commodore LCD ha alcuni programmi inclusi nella sua ROM.
Il Commodore LCD adopera un processore Rockwell 65C102 (una variante del 6502) che opera alla frequenza di 2 MHz.
È inoltre dotato di 32 KB di memoria RAM.
Il linguaggio Basic e le applicazioni sono memorizzate in una memoria ROM di 96 KB.
Come memoria di massa per il Commodore LCD Commodore progettò un apposito Disk Drive. 
Il Commodore 1561 era disk drive da 3.5" e 720 KB di capacità simile al Commodore 1581.
Il Commodore 1561 non fu tuttavia mai messo in commercio.

## Specifiche
- Nome: Commodore LCD
- Tipo: Home Computer
- Anno: gennaio 1985
- Linguaggi: Basic 3.6 più alcuni software residenti in ROM
- Processore: Rockwell 65C102 @2 MHz
- RAM: 32 KB (espandibile a 128 KB)
- ROM: 96 KB
- Modo testo: 80 x 16 (25 linee virtuali)
- Grafica: 480 x 128 pixel
- Peso: 3 pounds
- Porte I/O: User Port, Centronics, Barcode, Serial IEC Port
- SO: Nella ROM
- Prezzo: Stimato a 600 $